# Saint-Félix-de-Foncaude
Saint-Félix-de-Foncaude (okzitanisch Sent Feliç de Font Cauda) ist eine französische Gemeinde mit 291 Einwohnern (Stand: 1. Januar 2022) im Département Gironde in der Region Nouvelle-Aquitaine. Sie gehört zum Arrondissement Langon und zum Kanton Le Réolais et Les Bastides. 

## Geographie
Saint-Félix-de-Foncaude liegt etwa 40 Kilometer südöstlich von Bordeaux. Umgeben wird Saint-Félix-de-Foncaude von den Nachbargemeinden Saint-Sulpice-de-Pommiers im Norden, Saint-Hilaire-du-Bois im Osten und Nordosten, Camiran im Osten und Südosten, Saint-Exupéry im Süden, Saint-Laurent-du-Bois im Süden und Südwesten sowie Castelviel im Westen.

## Bevölkerungsentwicklung
| 1962                       | 1968 | 1975 | 1982 | 1990 | 1999 | 2006 | 2017 |
| -------------------------- | ---- | ---- | ---- | ---- | ---- | ---- | ---- |
| 257                        | 258  | 221  | 206  | 244  | 256  | 280  | 288  |
| Quellen: Cassini und INSEE |      |      |      |      |      |      |      |

## Sehenswürdigkeiten
- Kirche Notre-Dame aus dem 12. Jahrhundert in Foncaude
- Kirche Saint-Félix aus dem 12. Jahrhundert in Saint-Félix-de-Pommiers
- Burgruine Pommiers aus dem 13. Jahrhundert, Monument historique
- Wassermühle

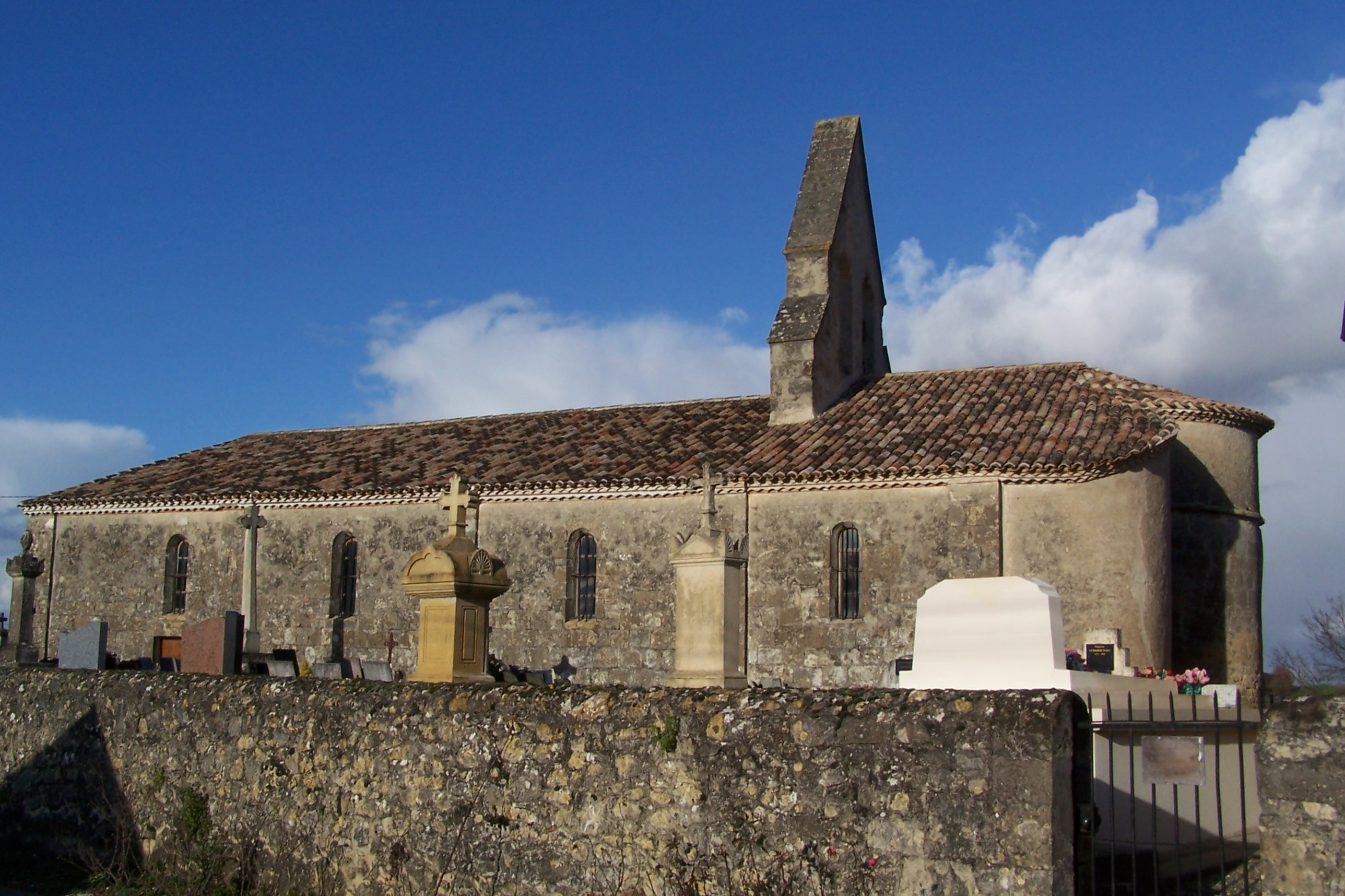
Kirche Notre-Dame
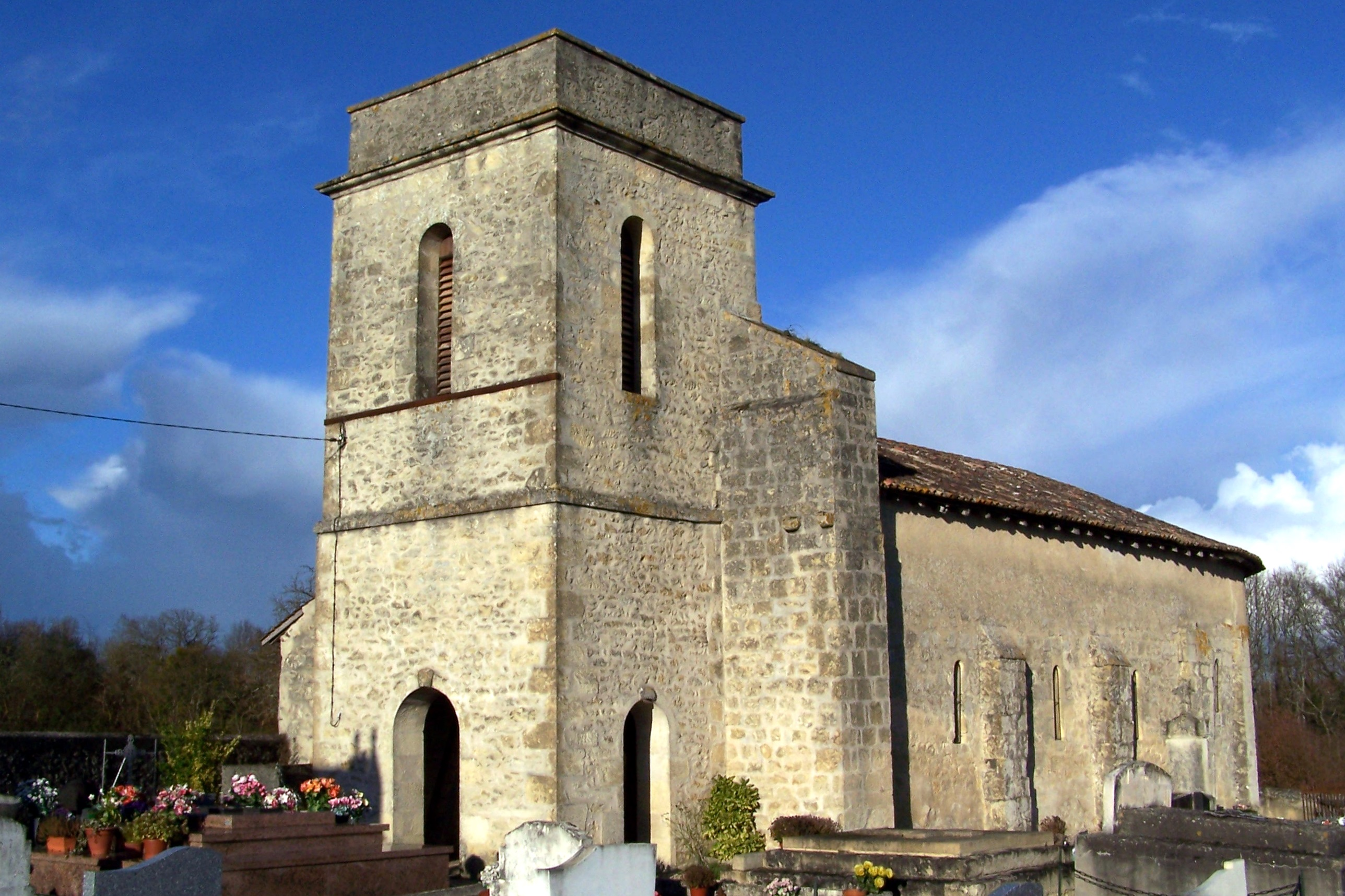
Kirche Saint-Félix
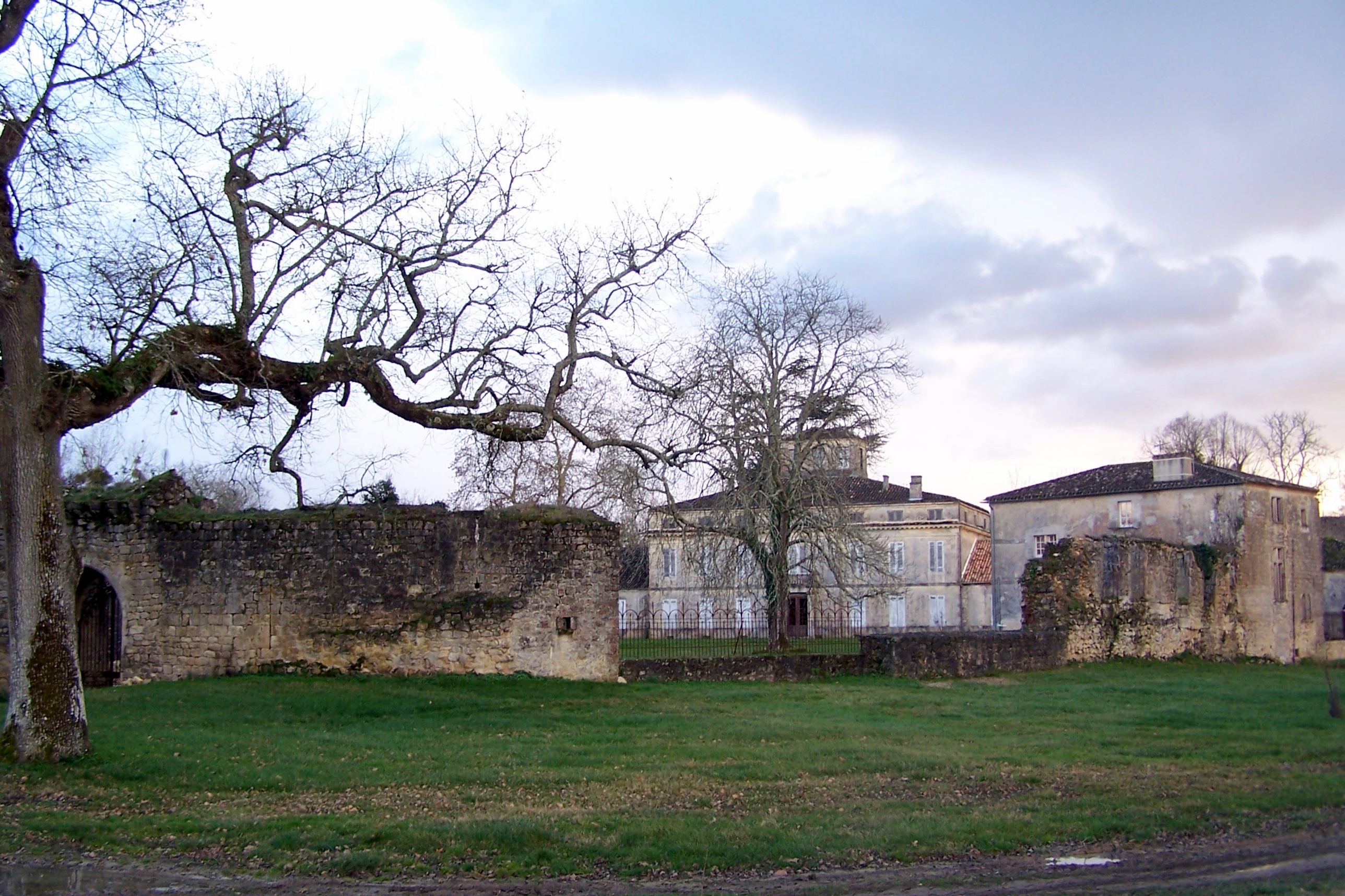
Burgruine Pommiers